# 20303 Lindwestrick
20303 Lindwestrick è un asteroide della fascia principale. Scoperto nel 1998, presenta un'orbita caratterizzata da un semiasse maggiore pari a 2,4359144 UA e da un'eccentricità di 0,1181044, inclinata di 3,57551° rispetto all'eclittica.